# Santa Magdalena Jicotlán
Santa Magdalena Jicotlán è un comune del Messico, situato nello stato di Oaxaca.